# ماسافومي مايدا
ماسافومي مايدا (باليابانية: 前田 雅文) (25 يناير 1983 في ياسو في اليابان – )؛ هو لاعب كرة قدم ياباني سابق كان يلعب كمهاجم.

## وصلات خارجية
- ماسافومي مايدا على موقع رابطة كرة القدم اليابانية للمحترفين (اليابانية)
- ماسافومي مايدا على موقع قاعدة بيانات كرة القدم.إي يو (الإنجليزية)
- ماسافومي مايدا على موقع Soccerway.com (الإنجليزية)
- ماسافومي مايدا على موقع عالم كرة القدم.نت (الإنجليزية)
- ماسافومي مايدا على موقع كووورة